# Hyboserica brunneipennis
Hyboserica brunneipennis är en skalbaggsart som beskrevs av Moser 1918. Hyboserica brunneipennis ingår i släktet Hyboserica och familjen Melolonthidae. Inga underarter finns listade i Catalogue of Life.